# رايموند كونواي بنجامين
رايموند كونواي بنجامين (بالإنجليزية: Raymond Conway Benjamin)‏ هو كاهن كاثوليكي أسترالي، ولد في 24 فبراير 1925 في روكامبتون في أستراليا، وتوفي في 7 مارس 2016.